# Fredrik Frölich

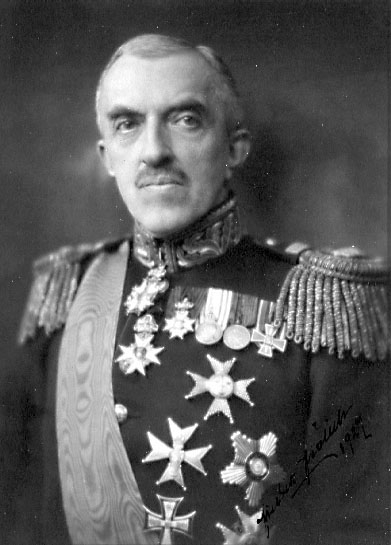
Fredrik Frölich år 1927.

Fredrik August Frölich, född 14 april 1861 i Sävare församling i dåvarande Skaraborgs län, död 10 juli 1933 i Engelbrekts församling i Stockholm, var en svensk militär.

## Biografi
Frölich blev underlöjtnant vid Västgöta regemente 1882, intendent av 2:a klass 1894, fältintendent av andra graden 1905, överfältintendent 1913, överste 1915, generalmajor, generalintendent och chef för Intendenturkåren 1915, samt generallöjtnant 1922. År 1926 erhöll han avsked. Frölich var 1905-1908 chef för Intendentsdepartementets militärbyrå och 1908-1915 för dess utrustningsbyrå. 1909-1911 var Frölich ledamot av kommittén för utarbetande av instruktion för Arméförvaltningens verksamhet i krig och annat och blev 1915 ordförande i kommittén för landstormens utrustning. Frölich blev ledamot av andra klassen av Krigsvetenskapsakademien 1906 och ledamot av första klassen 1916.
Frölich var son till major Johan Axel Frölich och Louise Tham och tillhörde den adliga ätten Frölich. Han var från 1897 gift med friherrinnan Elisabeth d'Albedyhll (1866–1938) samt far till översättaren Margaretha Odelberg.

## Utmärkelser

### Svenska utmärkelser
- Kommendör av första klssen av Svärdsorden, 6 juni 1921.[6]
- Kommendör av första klassen av Vasaorden, 6 juni 1923.[7]
- Riddare av Nordstjärneorden, 1907.[8]

### Utländska utmärkelser
- Kommendör av första graden av Danska Dannebrogorden, senast 1925.[9]
- Kommendör av första klassen av Norska Sankt Olavs orden, senast 1925.[9]
- Finländska SfK,[förtydliga] senast 1925.[9]